# Maps (Lied)
Maps (englisch für Karten) ist ein Popsong, mit dem die irische Sängerin Lesley Roy Irland beim Eurovision Song Contest 2021 in Rotterdam vertreten hat. Sie schrieb ihn mit Emilie Eriksson, Lukas Hällgren und Philip Strand.

## Hintergrund und Produktion
Im Dezember 2020 wurde von Raidió Teilifís Éireann bekanntgegeben, dass Lesley Roy Irland beim kommenden Eurovision Song Contest vertreten werde, nachdem die vorherige Ausgabe aufgrund der COVID-19-Pandemie abgesagt werden musste. Zu diesem Zeitpunkt wurde bereits angekündigt, dass sie den Titel mit Emilie Eriksson, Lukas Hällgren und Philip Strand geschrieben habe Produziert wurde er ebenfalls von Roy mit Hällgren und Strand. Das Mastering fand durch Henrik Jonsson statt. Für die Abmischung waren Chad Howat und Tim Larsson.

## Musik und Text
Der Titel sei speziell für den Wettbewerb geschrieben worden. Die Sängerin bezeichnet Maps als herzergreifend und erhebend. Der Songtext spricht davon, dass die Sängerin all die Zeit nach den falschen Orten gesucht habe, und es nur einen Weg zurück nach Hause gebe. Ihre Seele sei die „Karte“ und ihr Herz der „Kompass“.

## Beim Eurovision Song Contest
Die Europäische Rundfunkunion kündigte am 17. November 2020 an, dass die für den 2020 abgesagten Eurovision Song Contest ausgeloste Startreihenfolge beibehalten werde. Irland trat somit im ersten Halbfinale in der ersten Hälfte am 18. Mai 2021 an. Am 30. März gab der Ausrichter bekannt, dass Irland Startnummer 7 erhalten hat. Das Land schied jedoch bereits im Halbfinale aus und konnte sich somit nicht für das Finale qualifizieren. Die Choreografie des irischen Beitrags bestand aus Roy, welche durch eine Kulisse aus Scherenschnitten begleitet wurde.

## Rezeption
Von irischen Zeitungen zusammengetragene Reaktionen zeichnen ein positiveres Bild als noch im Jahr zuvor für den Titel Story of My Life. Ähnlich äußerte sich der deutsche Fanblog ESC Kompakt und schrieb „Wenn der Song von Katy Perry gesungen werden würde, könnte das ein Hit werden. Und hier liegt dann das Problem: Lesley ist nicht Katy. Ihr fehlt Ausstrahlung und ihr Gesicht wirkt immer maskenhaft, selbst im Video, wo sie in keiner Livesituation ist.“
Adrian Kavanagh der Maynooth University schrieb nach dem Grand Prix in einem Gastbeitrag für die Irish Times, ein nennenswerter Grund für das Scheitern Irlands beim Wettbewerb sei auf die geänderte Sprachenregelung zurückzuführen, sowie weitere Faktoren des Eurovision Song Contests, wie etwa das Abstimmungsverhalten oder die zugeloste Startreihenfolge. Viele Kommentatoren hätten zwar Lesley Roys Lied gelobt, rechneten jedoch nicht mit einer Qualifizierung für das Finale. Der geringen Aufmerksamkeit für den irischen Beitrag könne mit einer Wiedereinführung des irischen Vorentscheids entgegengewirkt werden.

## Veröffentlichung
Am 26. Februar 2021 wurde der Beitrag im Radio von RTÉ erstmals vorgestellt. In der Late Late Show von RTÉ One führte sie am selben Tag den Titels erstmals live auf. Das zugehörige Musikvideo wurde unter der Regie von Ais Brady gedreht. Es zeigt Roy in den Wicklow Mountains. Ihr selbst sei die Idee hierzu gekommen, nachdem der Song fertiggestellt wurde.

## Chartplatzierungen
| ChartsChartplatzierungen | Höchstplatzierung | Wochen |
| ------------------------ | ----------------- | ------ |
| Irland (IRMA)            | 76 (1 Wo.)        | 1      |